# Karl Menzel

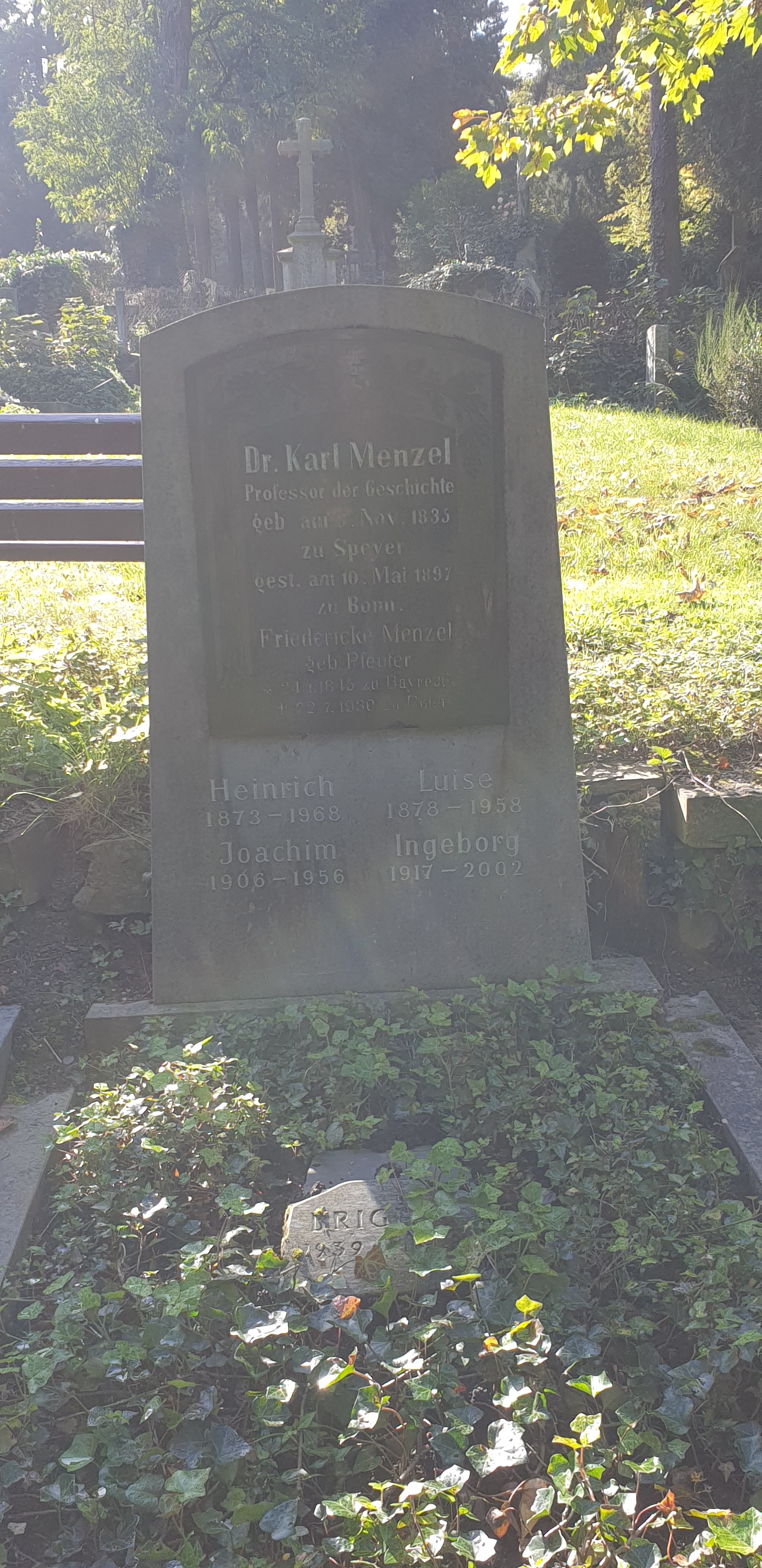
Grab auf dem Poppelsdorfer Friedhof in Bonn

Karl Menzel (* 3. November 1835 in Speyer; † 10. Mai 1897 in Bonn) war ein deutscher Historiker.

## Leben
Karl Menzel studierte Geschichte an der Universität München. Seit 1856 war er Mitglied des Corps Isaria. Menzel wurde 1861 in München von Heinrich von Sybel mit einer Arbeit über Kurfürst Friedrich von der Pfalz promoviert. Kurz danach im Jahre 1862 wechselte Sybel an die Universität Bonn. Somit konnte Menzel sich nicht in München bei Sybel habilitieren. Er wollte sich auf Rat von Wilhelm von Giesebrecht bei Julius Weizsäcker in Erlangen mit einer Arbeit zu Diether von Isenburg, Erzbischof von Mainz 1459–1463 habilitieren, scheiterte jedoch. Sybel fürchtete, die Gegnerschaft seiner Münchner Kollegen könnte zu Menzels Nachteil werden. Dennoch erschien die Arbeit 1868 im Druck. Im selben Jahr wurde er auf Sybels Empfehlung hin Archivsekretär in Weimar.
Zuletzt war er seit 1873  ordentlicher Professor in Bonn. Er hatte den Lehrstuhl für Historische Hilfswissenschaften inne. Dieser Lehrstuhl wurde auch auf Initiative Sybels an der Bonner Universität eingerichtet. Menzel war Mitglied in der Gesellschaft für Rheinische Geschichtskunde, in der er dem Vorstand angehörte. Außer ihm gehörten dem an Arnold Schaefer, Karl Lamprecht, Wilhelm Maurenbrecher und Moriz Ritter. Das war praktisch der gesamte Lehrkörper des Historischen Seminars.
Das Bonner Historische Seminar stand bei Karl Lamprecht nicht in hohem Ansehen zu seiner Zeit als dortiger Privatdozent. So charakterisierte Lamprecht in einem Brief an seinen Bruder von 1882 seine Bonner Oberkollegen als einen Intriganten (Ritter), einen Pedanten (Menzel) und ein Biergenie (Maurenbrecher).
Nicht nur in fachlicher, sondern auch in politischer Beziehung stand Menzel seinem Lehrer Sybel nahe. So trat er unter anderem als Wahlredner für die Nationalliberale Partei auf. Er war im Kulturkampf Parteigänger Otto von Bismarcks.

## Werke (Auswahl)
- Quellen zur Geschichte Friedrichs I. des Siegreichen, Kurfürsten von der Pfalz. zusammen mit Mathias von Kemnat und Eikhart Artzt. München 1862.
- Geschichte Thüringens zur Zeit des ersten Landgrafenhauses (1039–1247). zusammen mit Theodor Knochenhauer. Gotha 1871.
- Geschichte von Nassau von der Mitte des 14. Jahrhunderts bis zur Gegenwart. 1. Bd., Wiesbaden 1879 (Fortführung des Werkes von Theodor Schliephake).
- Codex diplomaticus Nassoicus = Nassauisches Urkundenbuch. zusammen herausgegeben mit Wilhelm Sauer. Wiesbaden 1885 ff.
- Wolfgang von Zweibrücken, Pfalzgraf bei Rhein, Herzog in Baiern, Graf von Veldenz – der Stammvater des baierischen Königshauses (1526–1569). München 1893.